# 奈良市立平城中学校
奈良市立平城中学校（ならしりつ へいじょうちゅうがっこう）は、奈良県奈良市秋篠町にある公立中学校。

## 概要
- 奈良市立西大寺北小学校、奈良市立都跡小学校、奈良市立平城西小学校の一部児童、奈良市立平城小学校の全児童が進学する。本校は、私服での通学が認められている。
- 本校では、自転車通学が認められている。(ヘルメット着用必須)

## 沿革
- 1982年 - 開校
- 1997年1月14日 - 私服での通学が認められるようになる

## 校区
山陵町、中山町(奈良県)、秋篠町、秋篠早月町、秋篠三和町1丁目、秋篠三和町2丁目、秋篠新町、敷島町1丁目(奈良県)、敷島町2丁目(奈良県)、歌姫町(一部)、押熊町(市道奈良阪南田原線、ならやま大通り以南)

## 部活動
運動部
- 野球部
- サッカー部
- バドミントン部
- 卓球部
- 剣道部
- バレーボール部(女子のみ)
- バスケットボール部(女子のみ)
- ソフトテニス部(女子のみ)

文化部
- 吹奏楽部
- 美術家庭科部
- パソコン部

その他の部
- ボランティア部(本校では、帰宅部をボランティア部と表している。)

## 著名な出身者
- 中村優(タレント)
- 堂本剛(Kinki Kids/中途転校)
- 門脇誠(読売巨人)
- いおく美里(元県議会議員)

## アクセス
- 近鉄京都線平城駅から徒歩約20分
- 近鉄奈良線菖蒲池駅から徒歩約20分

## 通学区域が隣接している学校
- 奈良市立都跡中学校
- 奈良市立伏見中学校
- 奈良市立登美ヶ丘中学校
- 奈良市立登美ヶ丘北中学校
- 奈良市立ならやま小中学校
- 奈良市立平城東中学校
- 奈良市立三笠中学校